# Willis VIPs
Willis VIPs ist eine Fernsehreihe der Megaherz Film und Fernsehen, die im Auftrag des Bayerischen Rundfunks produziert und in den Jahren 2005–2010 ausgestrahlt wurde. Die Reportagen ähneln dem Serienformat Willi wills wissen, das ebenfalls von Willi Weitzel moderiert wurde.
Die 25-minütigen Reportagen widmen sich jeweils einem Prominenten und bringen diesen dem Zuschauer näher. Willis VIPs sind Menschen, die nicht nur Geschichten erzählen, sondern auch selbst Geschichte machen. Diese können aus der Welt der Politik, Wirtschaft, Religion, Wissenschaft, Kultur, aber auch des Sports oder der Unterhaltung stammen. Willi zeigt, was diesen Menschen zu einem VIP, also einer „very important person“, vor allem aber, was diese Person darüber hinaus menschlich macht. Neben den „wichtigen“ Personen der Gesellschaft, also den sogenannten Promis, widmet sich die Sendung aber teilweise auch ganzen Bevölkerungsgruppen. So wird in der Folge „Wer war das Volk?“ gezeigt, wie ganz normale Menschen zu Helden wurden.
Die Reportagereihe richtet sich nicht nur an Kinder, sondern auch an Erwachsene.

## Folgen
- Benedikt XVI.: Wo geht’s denn hier zum Papst?
- Montagsdemonstrationen 1989/1990 in der DDR: Wer war das Volk?
- Heike Drechsler: Wie war der Sprung von Ost nach West?
- Gerd Binnig: Wie nobel ist der Nobelpreisträger?
- Gloria Prinzessin von Thurn und Taxis: Wie fürstlich lebt die Fürstin?
- Hans-Dietrich Genscher – Wie kalt war der Kalte Krieg?
- Frank Bsirske: Wer arbeitet für die Arbeiter?
- Jörg Berger: Wer war schlauer als die Mauerbauer?
- Extra: Emil-Preisverleihung 2006
- Martin Luther: Wer schlug die Thesen an die Tür?
- Wilhelm II.: Wer war der letzte Deutsche Kaiser?
- Die UNICEF: Wer hilft den Kindern dieser Welt?
- Königin Silvia von Schweden: Die Königin aus Deutschland!
- Die EU: Wer macht sich für Europa stark?
- Das Tagebuch der Anne Frank!
- Der Urwalddoktor Albert Schweitzer
- Reinhold Messner: Wer stand auf dem Dach der Welt?
- Amelie Fried: Wer fand heraus, wie Opa unter Hitler litt?
- N.N.: Türkisch für Fortgeschrittene
- Wer stellte Mensch und Affe gleich? – Charles Darwin
- Max Mannheimer: Der Mann, der gegen das Vergessen erzählt